# Rönö
Rönö je otok u jezeru Kallavesi i također okrug u gradu Kuopio, Finska. Nalazi se oko 2,5 kilometara jugoistočno od tržnice u Kuopiu, mjereno duž ulične mreže. Od 1988. godine otok je mostom povezan s Väinölänniemijem. Rönö je traženo stambeno područje i jedno je od najskupljih područja u Kuopiu, zajedno s imanjima u arhipelagu u Saaristokaupunkiju. Izgrađene su samo samostojeće, dvojne i kuće u nizu. Većina otoka izgrađena je tijekom procvata umjetnosti 1980-ih i 1990-ih, no kuće su izgrađene i 2000-ih, a nekoliko je imanja još uvijek potpuno neizgrađeno. Odlukom gradskog vijeća na najvišoj točki Rönöa nekoć su izgrađene podstanarske kuće.
Rönö je jedino područje u Kuopiju gdje prosječni godišnji prihod kućanstava prelazi 100.000 eura. Na jugozapadnoj obali otoka prosječna zarada je do 230.000 €. U okolici živi malo starijih ljudi, ali ima mnogo malih obitelji. Prosječna veličina kućanstva je 2,2–2,9 osoba.
Osim glavnog otoka, okrug Rönö uključuje otoke Honkasaari, Lehtosaari, Varvisaari i Tiilissaari, kao i nekoliko manjih otoka. Od njih, postoji most za Varvisaari iz Rönöa. Dana 1. siječnja 2008. bilo je samo 15 radnih mjesta u Rönöu i njegovim susjednim otocima. Ovo ilustrira naglasak područja gotovo u potpunosti na stambenoj i rekreacijskoj namjeni, tako da u tom području nema trgovina ili kioska. Najbliži sličan, ljetni i prilagođeni restoran pod nazivom Peräniemi Casino, nalazi se na rubu Väinölänniemija nasuprot Rönöu. Autobusni promet do tog područja ograničen je na dan, između 7 i 16 sati Uz izuzetak otoka Rönö, okrug je dio Nacionalnog gradskog parka Kuopio, uspostavljenog u prosincu 2017.

### Reference
1. 1 2  Kuopion karttapalvelu: Rönö (finski). City of Kuopio. Pristupljeno 23. siječnja 2021.
2. 1 2 3  Pölkki, Minna. 10. lipnja 2007. Saari on säilyttänyt statuksensa. Helsingin Sanomat (finski). Pristupljeno 23. siječnja 2021.
3. ↑  Savolainen paratiisisaari. Helsingin Sanomat (finski). 10. lipnja 2007. Pristupljeno 23. siječnja 2021.
4. ↑  Kuopion työpaikat ja elinkeinorakenne 1.1.2008 (PDF) (finski). Kuopion kaupungin yrityspalvelu. 2008. Inačica izvorne stranice (PDF) arhivirana 3. veljače 2010. Pristupljeno 23. siječnja 2021.
5. ↑  1 Keskustasta KYS:lle, KYS:lta Keskustaan/Rönöön (finski). Kuopio Transport. Pristupljeno 23. siječnja 2021.
6. ↑  1 Keskustasta Kallanrantaan, Kallanrannasta Keskustaan / Keskustasta Rönöön, Rönöstä Keskustaan/Niiralaan (finski). Kuopio Transport. Pristupljeno 23. siječnja 2021.
7. ↑  Pinta-alaltaan Suomen suurin kansallinen kaupunkipuisto Kuopioon (finski). City of Kuopio. 11. prosinca 2017. Inačica izvorne stranice arhivirana 8. kolovoza 2018. Pristupljeno 23. siječnja 2021.
8. ↑  Kuopion kansallisen kaupunkipuiston kartta (finski). City of Kuopio. Inačica izvorne stranice (JPG) arhivirana 2. listopada 2018. Pristupljeno 23. siječnja 2021.

## Vanjske poveznice
- 1529/2015 Vladina Uredba o arhipelaškim općinama i arhipelaškim dijelovima drugih općina na koje se primjenjuju odredbe o arhipelaškim općinama u Finlex banci podataka (na finskom)
- Minna Halonen & Teppo Tossavainen: Staze kroz prirodu u središtu (PDF)  Arhivirana inačica izvorne stranice od 18. listopada 2018. (Wayback Machine) (na finskom)